# تقی‌آباد (تربت جام)
تقی‌آباد، روستایی است از توابع بخش نصرآباد و در شهرستان تربت جام استان خراسان رضوی ایران.

## جمعیت
این روستا در دهستان بالاجام قرار داشته و بر اساس سرشماری سال ۱۳۸۵ جمعیت آن (۱۳۱خانوار) ۵۷۵ نفر 
بوده‌است.

## منبع
1. ↑  «درگاه ملی آمار». بایگانی‌شده از اصلی در ۸ اکتبر ۲۰۰۷. دریافت‌شده در ۱۳ ژوئیه ۲۰۰۸.